# SN 1999bv
SN 1999bv – supernowa typu Ia odkryta 19 kwietnia 1999 roku w galaktyce M+10-25-14. W momencie odkrycia miała maksymalną jasność 18,10m.